# Jean Girette
Jean Girette est un architecte français né le 30 juin 1845 à Paris, où il meurt le 19 septembre 1930. Il est l’auteur des plans de plusieurs villas balnéaires de La Baule.

## Biographie
Jean Girette naît en 1845 à Paris. 
Élève de Charles Garnier à l’École nationale supérieure des beaux-arts (promotion 1865-2), il dessine en 1872 Le Nouvel Opéra de Paris, ancien pavillon de l'empereur, vue perspective pour l’ouvrage de Garnier.
En 1871, Nathaniel de Rothschild lui confie la construction d’un palais à Vienne.
En 1886, il achève la construction de la villa du Châtelet, pour Léo Delibes, à Choisy-au-Bac.
Il est l’auteur des plans de villas de La Baule-Escoublac telles en 1910 Les Cigales pour le pianiste Édouard Risler et La Maison basque (1910 également),.
En épousant vers 1878 la riche Élisabeth Soalhat, il a adopté sa fille de deux ans, Émilie Soalhat, devenue Soalhat-Girette, épouse Risler par son union avec Édouard Joseph Risler, de laquelle est notamment née Élisabeth Risler-François.